# 2021년 2월
| 2021년: 1월 · 2월 · 3월 · 4월 · 5월 · 6월 · 7월 · 8월 · 9월 · 10월 · 11월 · 12월 |

| \| 2021년 2월 1일 (월요일) \| \| 편집 \| |  |      |
| 무력 충돌과 공격 - 2021년 미얀마 쿠데타: 미얀마에서 군부 쿠데타가 발생, 아웅산수찌를 비롯한 국민민주연맹(NLD) 인사들이 구금된 것으로 알려졌다. 보건 - 코로나19 범유행 - 대한민국의 0시 기준 누적 확진자 수가 78,508명으로 집계되었다. 전날 0시 대비 305명(국내 285, 해외유입 20)이 늘었다. 누계가 일부 정정(-2) 되었다. 정치 - - 대한민국의 차관급 공직자인 임성근 부산고등법원 부장판사에 대한 탄핵소추안이 161명의 동의로 발의되었다. |  |      |
| 2021년 2월 1일 (월요일) |  | 편집 |

| 2021년 2월 1일 (월요일) |  | 편집 |

| \| 2021년 2월 2일 (화요일) \| \| 편집 \| |  |      |
| 보건 - 코로나19 범유행 - 대한민국의 0시 기준 누적 확진자 수가 78,844명으로 집계되었다. 전날 0시 대비 336명(국내 295, 해외유입 41)이 늘었다. |  |      |
| 2021년 2월 2일 (화요일) |  | 편집 |

| 2021년 2월 2일 (화요일) |  | 편집 |

| \| 2021년 2월 3일 (수요일) \| \| 편집 \| |  |      |
| 보건 - 코로나19 범유행 - 대한민국의 0시 기준 누적 확진자 수가 79,311으로 집계되었다. 전날 0시 대비 467명(국내 433, 해외유입 34)이 늘었다. 재해 - 오스트레일리아 웨스턴오스트레일리아주 주도 퍼스와 울로루(Wooroloo)와 사이에서 산불이 발생, 가옥 71채와 소방차 1대가 불탔다. 임야 7300여 헥타르 이상을 태운 산불은 계속 진행 중으로 알려졌다. |  |      |
| 2021년 2월 3일 (수요일) |  | 편집 |

| 2021년 2월 3일 (수요일) |  | 편집 |

| \| 2021년 2월 4일 (목요일) \| \| 편집 \| |  |      |
| 보건 - 코로나19 범유행 - 대한민국의 0시 기준 누적 확진자 수가 79,762으로 집계되었다. 전날 0시 대비 451명(국내 429, 해외유입 22)이 늘었다. 법과 범죄 - 임성근 법관 탄핵 소추: 대한민국의 법관으로 차관급 공직자인 임성근 부산고등법원 부장판사가 탄핵소추되었다. 법관의 탄핵은 헌정사에서 처음이다. 탄핵소추안은 국회에서 재적의원 300명 중 288명이 출석, 무기명 표결 결과 찬성 179, 반대 102, 무효 4, 기권 3으로 통과되었다. - 대한민국 낙동강 인근에서 발생한 살인 사건[낙동강변 살인사건(엄궁동2인조 사건)] 용의자로 21년여 간 복역한 당사자 2명이 재심을 통하여 무죄를 선고받았다. 2020년 1월 6일 재심 개시 이후 1년 여 만이다. 두 사람은 1990년 1월 낙동강 강변에서 30대 여성의 시신이 발견된 이후 1991년 11월 임의 동행으로 조사를 받고 자백, 1992년 8월 무기징역이 선고, 1993년 대법원에서 무기징역이 확정되었다. 21년여의 복역 끝에 두 사람은 모범수로 2013년 출소하였으며, 2016년 박준영 변호사를 만나고, 2017년 5월 재심을 청구하였다. 언론사 취재 등이 이어지고, 지난 2019년 4월 대검찰청 진상조사단의 조사 결과 고문에 의한 허위 자백 및 검찰의 부실 수사로 결론난 바 있다. 재해 - 소말리아를 메뚜기(Locust) 떼가 덮쳐 정부 당국이 비상사태를 선포하였다. |  |      |
| 2021년 2월 4일 (목요일) |  | 편집 |

| 2021년 2월 4일 (목요일) |  | 편집 |

| \| 2021년 2월 5일 (금요일) \| \| 편집 \| |  |      |
| 보건 - 코로나19 범유행 - 대한민국의 0시 기준 누적 확진자 수가 8만 명을 넘어선 80,131명으로 집계되었다. 전날 0시 대비 370명(국내 351, 해외유입 19)이 늘었다. 누계가 일부 정정(-1) 되었다. |  |      |
| 2021년 2월 5일 (금요일) |  | 편집 |

| 2021년 2월 5일 (금요일) |  | 편집 |

| \| 2021년 2월 6일 (토요일) \| \| 편집 \| |  |      |
| 보건 - 코로나19 범유행 - 대한민국의 0시 기준 누적 확진자 수가 80,524명으로 집계되었다. 전날 0시 대비 393명(국내 366, 해외유입 27)이 늘었다. |  |      |
| 2021년 2월 6일 (토요일) |  | 편집 |

| 2021년 2월 6일 (토요일) |  | 편집 |

| \| 2021년 2월 7일 (일요일) \| \| 편집 \| |  |      |
| 국제 관계 - 이란 핵협정 프레임 워크: 이란의 라흐바르(최고지도자)인 알리 하메네이가 미국에 제재 해제를 촉구하였다. 하메네이는 미국이 먼저 제재를 풀 경우, 이란은 2015년 체결한 핵 합의를 준수할 것이라고 밝혔다. 2020년 12월 이란은 농축 제한치인 3.67%를 뛰어넘는 순도 20%의 고농도 우라늄 농축을 재개했다고 밝힌 바 있다. 보건 - 코로나19 범유행 - 대한민국의 0시 기준 누적 확진자 수가 80,896명으로 집계되었다. 전날 0시 대비 372명(국내 326, 해외유입 46)이 늘었다. 재해 - 인도 난다 데비 산에서 빙하가 떨어져나오면서, 빙하 홍수 범람(Glacial lake outburst flood)이 발생, 우타라칸드주 리시강가(Rishiganga)의 댐이 파손되며 주변을 휩쓸었다. 이로 인하여 최소 9명이 숨지고, 150여 명 이상이 실종된 것으로 알려졌다. |  |      |
| 2021년 2월 7일 (일요일) |  | 편집 |

| 2021년 2월 7일 (일요일) |  | 편집 |

| \| 2021년 2월 8일 (월요일) \| \| 편집 \| |  |      |
| 군사 - 2021년 미얀마 쿠데타: 쿠데타 이후 불복종 시위가 이어져온 미얀마에서 만달레이 7개 지역에 계엄령이 선포된 것으로 알려졌다. 보건 - 코로나19 범유행 - 대한민국의 0시 기준 누적 확진자 수가 81,185명으로 집계되었다. 전날 0시 대비 289명(국내 264, 해외유입 25)이 늘었다. 200명대 확진자 증가는 11월 23일(271명) 이후 77일만이다. 스포츠 - 제55회 슈퍼볼(Super Bowl LV)에서 탬파베이 버커니어스가 우승하였다. 탬파베이는 캔자스시티 치프스를 31 : 9 로 꺾었으며, 쿼터백인 톰 브래디가 최우수 선수(MVP)에 선정되었다. 톰 브레디는 뉴잉글랜드 패트리어츠에서 여섯 차례 우승한 바 있으며, 2020년 이적한 탬파베이에서 통산 7번째 슈퍼볼 우승 반지를 끼게되었다. 슈퍼볼 MVP 선정은 통산 다섯 번째이다. |  |      |
| 2021년 2월 8일 (월요일) |  | 편집 |

| 2021년 2월 8일 (월요일) |  | 편집 |

| \| 2021년 2월 9일 (화요일) \| \| 편집 \| |  |      |
| 보건 - 코로나19 범유행 - 대한민국의 0시 기준 누적 확진자 수가 81,487명으로 집계되었다. 전날 0시 대비 303명(국내 273, 해외유입 30)이 늘었다. 누계가 일부 정정(-1) 되었다. - 영국의 맷 핸콕 보건장관은 고위험 국가로 분류되는 33개국에서 귀국하는 모든 영국인과 아일랜드인은 1,750파운드를 내고 10일간 호텔에 자가 격리해야 하며, 이행하지 않거나, 기타 방역 규칙 위반시 최대 1만 파운드의 벌금 내지는 최대 징역 10년에 처한다고 밝혔다. 정치와 선거 - 2021년 도널드 트럼프 대통령 탄핵 소추 - 미국 상원이 탄핵 심판에 대한 합헌 여부 표결에서 56 : 44로 합헌 결정하고, 심리를 개시한다. 공화당과 민주당 의원이 각각 50명으로 동수였으나, 공화당 의원 6명이 찬성 투표, 가결되었다. 도널드 트럼프 대통령은 이미 지난 1월 20일 퇴임하였다. - 탄핵 투표는 이르면 다음 주 중에 실시될 것으로 전망되었으며, 상원의원 재적 100명 중 3분의2 이상인 67명 이상의 찬성이 필요하다. |  |      |
| 2021년 2월 9일 (화요일) |  | 편집 |

| 2021년 2월 9일 (화요일) |  | 편집 |

| \| 2021년 2월 10일 (수요일) \| \| 편집 \| |  |      |
| 보건 - 코로나19 범유행 - 대한민국의 0시 기준 누적 확진자 수가 81,930명으로 집계되었다. 전날 0시 대비 444명(국내 414, 해외유입 30)이 늘었다. 누계가 일부 정정(-1) 되었다. 스포츠 - 잉글랜드 FA컵 2020-21: 프리미어리그(EPL)의 맨체스터 시티(맨시티)가 잉글랜드 1부 리그 팀 최초로 공식전 15연승을 달성하였다. 맨시티는 웨일스 리버티 스타디움에서 스완지시티와의 FA컵 5라운드 16강전에서 3 : 1로 승리하며 8강에 진출함과 동시에 , EPL과 FA컵과 EFL컵(리그컵)을 포함 공식전 15연승을 기록하였다. 종전 최다 연승 기록은 프레스턴이 1891년/1892년 시즌에, 아스널이 1987년에 각각 세운 14연승이다. |  |      |
| 2021년 2월 10일 (수요일) |  | 편집 |

| 2021년 2월 10일 (수요일) |  | 편집 |

| \| 2021년 2월 11일 (목요일) \| \| 편집 \| |  |      |
| 보건 - 코로나19 범유행 - 대한민국의 0시 기준 누적 확진자 수가 82,434명으로 집계되었다. 전날 0시 대비 504명(국내 467, 해외유입 37)이 늘었다. 법과 범죄 - 중화인민공화국 국가신문출판광전총국은 자국 내 BBC 월드 뉴스에 대하여 "보도 내용이 진실하고 공정해야 한다는 규칙을 어겼다"며, 송출을 금지한다고 밝혔다. 지난 주 영국의 방송통신 당국인 오프컴이 중국국제텔레비전이 중국 공산당의 검열하에 있다며 채널 면허 취소하였는데, 이에 대한 대응 조치로 알려졌다. |  |      |
| 2021년 2월 11일 (목요일) |  | 편집 |

| 2021년 2월 11일 (목요일) |  | 편집 |

| \| 2021년 2월 12일 (금요일) \| \| 편집 \| |  |      |
| 국제 관계 - 한미 관계: 대한민국 정의용 외교부 장관과 앤터니 블링컨 국무부 장관이 전화 통화를 하고, 동맹의 중요성 및 한반도의 비핵화 대한 공조 협력을 확인하였다. 보건 - 코로나19 범유행 - 대한민국의 0시 기준 누적 확진자 수가 82,837명으로 집계되었다. 전날 0시 대비 403명(국내 384, 해외유입 19)이 늘었다. 스포츠 - 2020년 하계 올림픽: 도쿄 올림픽·패럴림픽 경기 대회 조직위원회 모리 요시로 위원장이 여성 비하 발언 논란과 관련하여 공식 사퇴를 발표하였다. |  |      |
| 2021년 2월 12일 (금요일) |  | 편집 |

| 2021년 2월 12일 (금요일) |  | 편집 |

| \| 2021년 2월 13일 (토요일) \| \| 편집 \| |  |      |
| 문화와 예술 - 이집트에서 이집트 초기왕조 시기의 것으로 여겨지는 약 5,000년 전의 맥주 양조장(Brewery)으로 발굴되었다. 고고학 최고 평의회 무스타파 와지리(Mostafa Waziri) 사무총장은 세계 최고(最古, 가장 오래됨)의 양조장으로 여겨진다고 밝혔다. 법과 범죄 - 2021년 도널드 트럼프 대통령 탄핵 소추 - 상원이 도널드 트럼프 전 대통령에 대한 탄핵안에 대해 무죄 판결하였다. 표결 결과 찬성 57, 반대 43으로 부결되였다. 공화당에서 7표의 찬성표가 나왔으나, 통과 기준인 찬성 67표에는 미치지 못하였다. - 상원의 무죄 판결에 따라 트럼프 전 대통령의 2024년 미국 대통령 선거 출마 길이 열리게 되었다. 보건 - 코로나19 범유행 - 대한민국의 코로나19 범유행 - 대한민국의 0시 기준 누적 확진자 수가 83,199명으로 집계되었다. 전날 0시 대비 362명(국내 345, 해외유입 17)이 늘었다. - 정세균 국무총리가 15일부터 2주간 수도권은 2.5단계에서 2단계로, 이외 지역은 2단계에서 1.5단계로 각각 사회적 거리두기 단계를 조정한다고 밝혔다. 수도권 다중이용시설 이용은 21시에서 22시까지로 확대 허용되며, 5인 이상 집합 금지는 유지된다고 덧붙였다. - 아랍에미리트의 누적 사망자 수가 1,000명을 넘어섰다. 누적 사망자 수는 전날 대비 15명이 늘어난 1,001명으로 집계되었으며, 누적 확진자 수는 전날 대비 2,631명이 늘어난 345,605명으로 집계되었다. 정치와 선거 - 이탈리아에서 유럽 중앙은행 총재를 지낸 마리오 드라기가 총리에 취임하였다. 드라기 신임 총리의 당면 과제로는 전임 주세페 콘테 총리의 사임을 촉발한 EU 경제회복기금(Next Generation EU, NGEU) 사용 계획 결정 등이 있다. 재해 - 일본 혼슈 동쪽 후쿠시마현 앞 바다에서 모멘트 규모 7.1의 지진이 발생하였다. 이 지진으로 최소 110명 이상이 부상을 입은 것으로 알려졌다. 당국은 10년 여 전 후쿠시마 제1 원자력 발전소 사고와 관련한 우려에 대해서, 핵폐기물 수조의 냉각수가 넘치는 등 일부 피해가 있으나 양이 적고, 방사선량이 낮아 안전 상의 문제는 없다고 밝혔다. |  |      |
| 2021년 2월 13일 (토요일) |  | 편집 |

| 2021년 2월 13일 (토요일) |  | 편집 |

| \| 2021년 2월 14일 (일요일) \| \| 편집 \| |  |      |
| 보건 - 코로나19 범유행 - 뉴질랜드가 1월 24일 이후 한 달만에 3명이 지역 감염 신규 확진자가 보고되었다. - 대한민국의 0시 기준 누적 확진자 수가 83,525명으로 집계되었다. 전날 0시 대비 326명(국내 304, 해외유입 22)이 늘었다. 정치와 선거 - 아르헨티나의 정치인 카를로스 메넴 전 대통령이 숨졌다. 메넴은 1989년부터 1999년까지 아르헨티나의 대통령을 지냈다. |  |      |
| 2021년 2월 14일 (일요일) |  | 편집 |

| 2021년 2월 14일 (일요일) |  | 편집 |

| \| 2021년 2월 15일 (월요일) \| \| 편집 \| |  |      |
| 국제 관계 - 세계무역기구(WTO) 신임 사무총장에 응고지 오콘조이웨알라가 선출되었다. 최초의 여성, 아프리카인 사무총장이다. WTO는 이사회를 열고, 164개 세계무역기구 회원국 만장일치로 오콘조이웨알라 후보를 사무총장에 추대하였다. 신임 총장의 임기는 오는 3월 1일 개시되어, 2025년 8월 말까지이다. 호베르토 아제베두 전임 사무총장의 조기 사임으로 공석 상태이던 WTO 사무총장은 유명희 대한민국의 통상교섭본부장과 오콘조이웨알라 후보가 최종 후보로 겨루었으나, 지난 2월 5일 유 후보가 사퇴함에 따라 응고지 오콘조이웨알라 후보의 사무총장 선출이 유력한 상황이었다. 문화와 예술 - 대한민국의 작가, 사회 운동가인 백기완이 숨졌다. 백기완의 장편시 〈묏비나리 -젊은 남녘의 춤꾼에게 띄우는〉의 일부분이 차용되어 〈임을 위한 행진곡〉의 가사로 쓰이기도 하였다. 보건 - 코로나19 범유행 - 대한민국의 0시 기준 누적 확진자 수가 83,869명으로 집계되었다. 전날 0시 대비 344명(국내 323, 해외유입 21)이 늘었다. 재해 - 미국 텍사스주에서 한파와 폭설로 인하여 전력 공급에 문제가 생기며 순환 정전을 개시하였다. 텍사스주는 연방의 전력 규제를 피하기 위한 독자적인 전력망을 구축하고 있기 때문에, 인접한 다른 주에서 전기를 끌어올 수가 없다. |  |      |
| 2021년 2월 15일 (월요일) |  | 편집 |

| 2021년 2월 15일 (월요일) |  | 편집 |

| \| 2021년 2월 16일 (화요일) \| \| 편집 \| |  |      |
| 보건 - 코로나19 범유행 - 대한민국의 0시 기준 누적 확진자 수가 84,325명으로 집계되었다. 전날 0시 대비 457명(국내 429, 해외유입 28)이 늘었다. 누계가 일부 정정(-1) 되었다. |  |      |
| 2021년 2월 16일 (화요일) |  | 편집 |

| 2021년 2월 16일 (화요일) |  | 편집 |

| \| 2021년 2월 17일 (수요일) \| \| 편집 \|                                                                                                   |  |      |
| 보건 - 코로나19 범유행 - 대한민국의 0시 기준 누적 확진자 수가 84,946명으로 집계되었다. 전날 0시 대비 621명(국내 590, 해외유입 31)이 늘었다. |  |      |
| 2021년 2월 17일 (수요일) |  | 편집 |

| 2021년 2월 17일 (수요일) |  | 편집 |

| \| 2021년 2월 18일 (목요일) \| \| 편집 \| |  |      |
| 과학과 기술 - 미국 항공우주국(NASA, 나사)의 제트추진연구소는 16시경 퍼서비어런스(Perseverance) 탐사차(로버)가 화성 착륙에 성공했다고 밝혔다. 퍼서비어런스는 화성 탐사 헬리콥터인 인제뉴어티를 탑재하였으며, 지난 2020년 7월 30일 발사되었다. 보건 - 코로나19 범유행 - 대한민국의 0시 기준 누적 확진자 수가 85,567명으로 집계되었다. 전날 0시 대비 621명(국내 590, 해외유입 31)이 늘었다. |  |      |
| 2021년 2월 18일 (목요일) |  | 편집 |

| 2021년 2월 18일 (목요일) |  | 편집 |

| \| 2021년 2월 19일 (금요일) \| \| 편집 \| |  |      |
| 무력 충돌과 공격 - 미얀마 쿠데타에 반대하는 시위가 2주 가량 이어지는 가운데, 머리에 총격을 입은 여성 먀 뚜웨 뚜웨 카인이 숨지며, 처음으로 사망자가 발생하였다. 먀 뚜웨 뚜웨 카인은 총상을 입은 이후 병원으로 후송되었으나, 뇌사 상태에 빠졌었다. 보건 - 코로나19 범유행 - 대한민국의 0시 기준 누적 확진자 수가 86,128명으로 집계되었다. 전날 0시 대비 561명(국내 533, 해외유입 28)이 늘었다. |  |      |
| 2021년 2월 19일 (금요일) |  | 편집 |

| 2021년 2월 19일 (금요일) |  | 편집 |

| \| 2021년 2월 20일 (토요일) \| \| 편집 \| |  |      |
| 보건 - 코로나19 범유행 - 대한민국의 0시 기준 누적 확진자 수가 86,574명으로 집계되었다. 전날 0시 대비 446명(국내 414, 해외유입 32)이 늘었다. 스포츠 - 호주 오픈 여자 단식에서 오사카 나오미가 우승하였다. 통산 4번째 메이저 대회 우승이다. |  |      |
| 2021년 2월 20일 (토요일) |  | 편집 |

| 2021년 2월 20일 (토요일) |  | 편집 |

| \| 2021년 2월 21일 (일요일) \| \| 편집 \| |  |      |
| 보건 - 코로나19 범유행 - 대한민국의 0시 기준 누적 확진자 수가 86,990명으로 집계되었다. 전날 0시 대비 416명(국내 391, 해외유입 25)이 늘었다. 스포츠 - 호주 오픈 남자 단식에서 노바크 조코비치가 우승하였다 - 2019년, 2020년 우승에 이은 조코비치의 대회 3연패로, 통산 9번째 호주 오픈 우승이자 메이저 대회 18번째 우승이다. - 역대 ATP 랭킹 1위 테니스 선수 목록: 대회 우승으로 조코비치(309주)의 3월 초 최장 기간 랭킹 1위 기록(로저 페더러, 310주) 경신이 확정되었다. |  |      |
| 2021년 2월 21일 (일요일) |  | 편집 |

| 2021년 2월 21일 (일요일) |  | 편집 |

| \| 2021년 2월 22일 (월요일) \| \| 편집 \| |  |      |
| 무력 충돌과 공격 - 주 콩고 민주 공화국 이탈리아 대사인 루카 아타나시오(Luca Attanasio)가 무장 괴한의 습격으로 숨졌다. 6명의 무장 괴한이 유엔세계식량계획(WFP)의 호송 차량에 총격을 가해 대사와 운전수, 호송 대원 등 3명이 숨지고, 4명의 호송대원이 부상을 입은 것으로 알려졌다. 보건 - 코로나19 범유행 - 대한민국의 0시 기준 누적 확진자 수가 87,324명으로 집계되었다. 전날 0시 대비 332명(국내 313, 해외유입 19)이 늘었다. |  |      |
| 2021년 2월 22일 (월요일) |  | 편집 |

| 2021년 2월 22일 (월요일) |  | 편집 |

| \| 2021년 2월 23일 (화요일) \| \| 편집 \| |  |      |
| 문화와 예술 - 스페인의 멜리야에서 독재자 프란시스코 프랑코의 마지막 동상이 철거되었다. 프랑코는 1936년 10월부터 1975년 11월에 걸쳐 약 38년여 간 스페인을 통치하였다. 보건 - 코로나19 범유행 - 대한민국의 코로나19 범유행 - 대한민국의 0시 기준 누적 확진자 수가 87,681명으로 집계되었다. 전날 0시 대비 357명(국내 330, 해외유입 27)이 늘었다. - 한국배구연맹(KOVO)이 22일 선수 확진자가 발생함에 따라, 23일부터 2주간 V-리그 남자부 일정을 중단한다고 밝혔다. - 방글라데시가 인도 혈청 연구소(Serum Institute of India)로 부터 AZD1222 백신(옥스포드-아스트라제네카 백신) 200만회분을 배송받았다. - 북아일랜드가 변이 바이러스(501.V2 variant) 첫 사례를 보고하였다. - 세네갈이 중화인민공화국의 시노팜의 CoronaVac 백신 200,000회 분량으로 백신 접종을 개시하였다. - 이집트가 중화인민공화국의 시노팜 CoronaVac 백신 300,000회 분량으로 백신 접종을 개시하였다. - 이탈리아가 AZD1222 백신 제한 연령을 55세에서 65세로 상향하였다. 스포츠 - 골프 선수 타이거 우즈가 차량 전복 사고로 복합 골절상을 입고, 병원으로 이송되었다. 차량이 언덕을 구르며 다리에 중상을 입었으며, 회복에는 상당 시일이 걸릴 것으로 알려졌다. |  |      |
| 2021년 2월 23일 (화요일) |  | 편집 |

| 2021년 2월 23일 (화요일) |  | 편집 |

| \| 2021년 2월 24일 (수요일) \| \| 편집 \| |  |      |
| 보건 - 코로나19 범유행 - 대한민국의 코로나19 범유행 - 대한민국의 0시 기준 누적 확진자 수가 88,120명으로 집계되었다. 전날 0시 대비 440명(국내 417, 해외유입 23)이 늘었다. 누계가 일부 정정(-1) 되었다. - 대한민국에서 첫 백신 물량이 SK바이오사이언스(2018년 SK케미칼에서 분사한 백신 기업) 안동 공장에서 출고, 이천 물류센터로 이송되었다. 당국은 전국적으로 백신 물량을 공급하고, 26일부터 요양병원 및 요양 시설 등의 만 65세 미만 종사자 및 입소자를 대상으로 백신 접종을 개시한다. |  |      |
| 2021년 2월 24일 (수요일) |  | 편집 |

| 2021년 2월 24일 (수요일) |  | 편집 |

| \| 2021년 2월 25일 (목요일) \| \| 편집 \| |  |      |
| 경제와 비즈니스 - 한국은행이 금융통화위원회(금통위)를 열고, 0.5% 수준인 현행 기준금리의 유지를 결정하였다. 현행 금리는 2020년 5월 28일 0.25%p 인하된 수준이다. 금통위의 이번 결정은 2021년 1월 15일에 이은 여섯 번째 유지 결정이다. 과학과 기술 - 대한민국 과학기술정보통신부와 한국항공우주연구원(항우연)은 한국형발사체 누리호의 추진체 연소 시험에 성공하였다고 밝혔다. 항우연은 15시 실시된 2차 시험에서 1단부 로켓이 101초간 성공적으로 연소되었다고 밝혔다. 항우연은 3월 말 3차 시험(130초 연소)을 거쳐, 오는 2021년 10월 1.5톤의 위성 모사체를 실은 누리호를 1차 발사를 진행할 계획이다. 국제 관계 - 2021년 미얀마 쿠데타와 관련, 일본이 미얀마에 대한 신규 정부개발원조(공적개발원조, ODA) 사업 중단을 검토 중인 것으로 알려졌다. 보건 - 코로나19 범유행 - 대한민국의 0시 기준 누적 확진자 수가 88,516명으로 집계되었다. 전날 0시 대비 396명(국내 369, 해외유입 27)이 늘었다. |  |      |
| 2021년 2월 25일 (목요일) |  | 편집 |

| 2021년 2월 25일 (목요일) |  | 편집 |

| \| 2021년 2월 26일 (금요일) \| \| 편집 \| |  |      |
| 보건 - 코로나19 범유행 - 대한민국의 코로나19 범유행 - 대한민국의 0시 기준 누적 확진자 수가 88,922명으로 집계되었다. 전날 0시 대비 406명(국내 382, 해외유입 24)이 늘었다. - 전국적인 백신 접종이 개시되었다. 2월 24일 백신 이송이 시작된 데 이은 것으로, 방역 당국은 오는 2021년 11월까지 집단 면역을 형성하는 것을 목표로 하고 있다. |  |      |
| 2021년 2월 26일 (금요일) |  | 편집 |

| 2021년 2월 26일 (금요일) |  | 편집 |

| \| 2021년 2월 27일 (토요일) \| \| 편집 \| |  |      |
| 보건 - 코로나19 범유행 - 대한민국의 0시 기준 누적 확진자 수가 89,321명으로 집계되었다. 전날 0시 대비 415명(국내 405, 해외유입 10)이 늘었다. 누계가 일부 정정(-16) 되었다. |  |      |
| 2021년 2월 27일 (토요일) |  | 편집 |

| 2021년 2월 27일 (토요일) |  | 편집 |

| \| 2021년 2월 28일 (일요일) \| \| 편집 \| |  |      |
| 무력 충돌과 공격 - 2021년 미얀마 시위: 미얀마 군 따마도의 유혈 진압으로 시위대 인원 최소 18명이 숨지고, 30여 명이 부상을 입은 것으로 알려졌다. 보건 - 코로나19 범유행 - 대한민국의 0시 기준 누적 확진자 수가 89,676명으로 집계되었다. 전날 0시 대비 356명(국내 334, 해외유입 22)이 늘었다. 누계가 일부 정정(-1) 되었다. |  |      |
| 2021년 2월 28일 (일요일) |  | 편집 |

| 2021년 2월 28일 (일요일) |  | 편집 |

| <          | 2021년 2월   | 2021년 2월 | 2021년 2월 | 2021년 2월 | 2021년 2월  | >          |
| 일         | 월           | 화         | 수         | 목         | 금          | 토         |
|            | 1 12.20 경진 | 2 21 신사  | 3 22 임오  | 4 23 계미  | 5 24 갑신   | 6 25 을유  |
| 7 26 병술  | 8 27 정해    | 9 28 무자  | 10 29 기축 | 11 30 경인 | 12 1.1 신묘 | 13 2 임진  |
| 14 3 계사  | 15 4 갑오    | 16 5 을미  | 17 6 병신  | 18 7 정유  | 19 8 무술   | 20 9 기해  |
| 21 10 경자 | 22 11 신축   | 23 12 임인 | 24 13 계묘 | 25 14 갑진 | 26 15 을사  | 27 16 병오 |
| 28 17 정미 |              |            |            |            |             |            |

| - 2021년 - 1월 - 2월 - 3월 편집하기 |